# Journal of Cellular Physiology
Das Journal of Cellular Physiology, abgekürzt J. Cell. Physiol., ist eine wissenschaftliche Fachzeitschrift, die vom Wiley-Blackwell-Verlag veröffentlicht wird. Die Zeitschrift wurde 1932 unter dem Namen Journal of Cellular and Comparative Physiology gegründet, im Jahr 1966 wurde der Name auf den heute gültigen gekürzt. Derzeit erscheinen zwölf Ausgaben im Jahr. Die Zeitschrift veröffentlicht Arbeiten, die sich mit der eukaryotischen Zellbiologie und der Physiologie beschäftigen.
Der Impact Factor lag im Jahr 2014 bei 3,839. Nach der Statistik des ISI Web of Knowledge wird das Journal mit diesem Impact Factor in der Kategorie Physiologie an 15. Stelle von 83 Zeitschriften und in der Kategorie Zellbiologie  an 71. Stelle von 184 Zeitschriften geführt.